# Murray Grapentine
Murray Grapentine est un joueur de volley-ball canadien né le 24 août 1977 à Wetaskiwin. Il mesure 2,02 m et joue central. Il totalise 160 sélections en équipe nationale du Canada.

## Clubs
| Club                      | Pays    | De        | À         |
| ------------------------- | ------- | --------- | --------- |
| Université de l'Alberta   | Canada  |           | 1998-1999 |
| Soria                     | Espagne | 1999-2000 | 1999-2000 |
| Tours Volley-Ball         | France  | 2000-2001 | 2001-2002 |
| Paris Volley              | France  | 2002-2003 | 2004-2005 |
| UVB Narbonne              | France  | 2005-2006 | 2005-2006 |
| AS Cannes                 | France  | 2006-2007 | 2006-2007 |
| Équipe du Canada          | Canada  | 2007-2008 | 2007-2008 |
| Lube Banca Macerata joker | Italie  | 2007-2008 | 2007-2008 |

## Palmarès
- Championnat de France (1)
  - Vainqueur : 2003

- Championnat d'Espagne
  - Finaliste : 2000
- Coupe de France (2) :
  - Vainqueur : 2004, 2007
  - Finaliste : 2000, 2001, 2006
- Coupe d'Espagne
  - Finaliste : 2000